# David Malouf
David Malouf (Brisbane, 20 de marzo de 1934) es un escritor australiano que ha cultivado principalmente la novela, aunque también tiene cuentos, poemarios, ensayos, libretos y obras de teatro.

## Biografía
Malouf es hijo de un padre libanés cristiano y una madre inglesa judía de ascendencia sefardí-portuguesa descendiente del campeón británico de boxeo David Mendoza.
Se graduó en la Universidad de Queensland en 1955. Ha vivido en Inglaterra; Toscana, Italia; y Sídney, donde dio clases en la universidad del mismo nombre. 
Su obra trata de temas de la historia, la sociedad y los paisajes de Australia. 
Los primeros libros que publicó fueron poemarios, pero empezó a ser conocido después de su primera novela, Johnno (1975), un relato semiautobiográfico de un joven que creció en Brisbane durante la Segunda Guerra Mundial. Una vida imaginaria (1978) "lo consagró definitivamente como una de las voces de referencia del continente".
A partir de entonces, Malouf se dedica por completo a la escritura y abandona la docencia. 
El gran mundo (1990), novela que obtuvo varias distinciones, cuenta la historia de dos australianos y su relación entre las dos guerras mundiales, incluyendo el encarcelamiento por los japoneses durante la última. Remembering Babylon (1993) está ambientada en Australia del Norte durante los años 1850 entre una comunidad de granjeros inmigrantes aislados, amenazados por la llegada de un extranjero, un joven blanco crecido en el seno de aborígenes australianos.  
En 2008 fue elegido miembro de la Royal Society of Literature. 
Malouf ha escrito los libretos para 3 óperas (incluyendo Voss, una adaptación de la novela de Patrick White y producida por primera vez en Sídney en 1986) y Baa Baa Black Sheep (con música de Michael Berkeley), que combina una historia semiautobiográfica de Rudyard Kipling con El libro de la selva.
Su obra —que también incluye varios volúmenes de poesía, tres colecciones de cuentos, y una obra de teatro— ha sido distinguida con varios premios y traducida a diversos idiomas.
Malouf es abiertamente gay y reside en Italia desde 1977.

## Premios y distinciones
- Libro del Año 1982, del periódico The Age (Melbourne, por Fly Away Peter
- Premio Pascall de Crítica 1988 (Australia)
- Commonwealth Writers' Prize por El gran mundo
- Premio Femina Extranjero por la versión francesa de El gran mundo
- Premio Literario Internacional IMPAC de Dublín 1996 por Remembering Babylon
- Commonwealth Writers Prize por Remembering Babylon
- Finalista del Premio Booker con Remembering Babylon
- Neustadt International Prize for Literature 2000
- Libro del Año 2007, del periódico The Age (Melbourne, por Every Move You Make
- Australia-Asia Literary Award 2008 por The Complete Stories

## Libros
- Bicycle and Other Poems, 1970
- Neighbours in a Thicket: Poems, 1974
- Johnno, novela, 1975
- An Imaginary Life, novela, 1978 - Una vida imaginaria, trad.: Jordi Fibla; Muchnik Editores, Barcelona, 2000.
- Wild Lemons: Poems, 1980
- Fly Away Peter, novela, 1982
- Child's Play, novela, 1982
- Antipodes, cuentos, 1983
- Harland's Half Acre, novela, 1984
- 12 Edmondstone St, memorias, 1985
- Blood Relations, teatro, 1988
- The Great World, novela, 1990 - El gran mundo, trad.: Juan Tafur; Libros del Asteroide, Barcelona, 2010
- Remembering Babylon, novela, 1993
- Selected Poems 1959-1989, 1994
- The Conversations At Curlow Creek, novela, 1996
- A Spirit of Play — Boyer Lectures, ensayo, 1998
- Untold Tales, cuentos, 1999
- Dream Stuff, cuentos, 2000
- Made in Britain, ensayo, Quarterly Essay, Black Inc, 2003
- Every Move You Make, cuentos, Vintage, 2006
- The Complete Stories, cuentos, 2007
- Guide to the Perplexed and Other Poems, 2007
- Typewriter Music, poesía, 2007
- Revolving Days, poesía, 2008
- On Experience, ensayo, Little Books on Big Themes, 2008
- Ransom, novela, 2009 — Rescate, trad.: Vanesa Casanova; Libros del Asteroide, Barcelona, 2012
- The Happy Life, ensayo, Quarterly Essay, Black Inc, 2011